# Amy Brenneman
Amy Frederica Brenneman (New London, 22 giugno 1964) è un'attrice statunitense.
È famosa per aver recitato nelle serie televisive NYPD - New York Police Department, Giudice Amy e Private Practice.

## Biografia
Cresciuta a Glastonbury, nel Connecticut, si è laureata nel 1987 all'Università di Harvard in religioni comparate. Amy Brenneman esordisce nel 1993 interpretando il personaggio della poliziotta Janice Licalsi nella serie televisiva NYPD - New York Police Department, partecipando alla prima stagione e ai primi episodi della seconda stagione. Nel 1995 Brenneman ha sposato il regista Brad Silberling; la coppia ha due figli, nati rispettivamente nel 2001 e nel 2005. Silberling e Brenneman fanno parte della compagnia di teatro The Cornerstone Theater Company a Los Angeles.
Nel 1999 diviene l'ideatrice e il produttore esecutivo della serie TV Giudice Amy, nella quale è anche protagonista. Nella serie interpreta la figura di un giudice per la corte dei minori di Hartford, Connecticut, madre e single divorziata. La serie è ispirata alle esperienze personali di sua madre, Frederica Brenneman, in qualità di giudice della corte suprema dello Stato del Connecticut. La madre è stata una delle prime donne a laurearsi alla Harvard Law School, facoltà di legge a Harvard, diventando un giudice del tribunale minorile nel Connecticut quando Amy aveva 3 anni. A tal proposito, Amy ha detto «interpreto il lavoro di mia madre, non mia madre».
Brenneman ha inoltre firmato una petizione dal titolo We Had Abortions, apparsa nel numero dell'ottobre 2006 di Ms. Magazine; questa conteneva le firme di più di cinquemila donne che dichiaravano di aver abortito e che «non si vergognavano della scelta che avevano fatto». Il 13 marzo 2007 è entrata nel cast della nuova serie Private Practice nel ruolo della psichiatra Violet Turner; prima però ha partecipato all'episodio pilota  presente nella serie madre Grey's Anatomy.

## Filmografia parziale

### Cinema
- Mariti imperfetti (Bye Bye Love), regia di Sam Weisman (1995)
- Casper, regia di Brad Silberling (1995)
- Heat - La sfida (Heat), regia di Michael Mann (1995)
- Paura (Fear), regia di James Foley (1996)
- Daylight - Trappola nel tunnel (Daylight), regia di Rob Cohen (1996)
- Nevada, regia di Gary Tieche (1997)
- Lesser Prophets, regia di William DeVizia (1997)
- City of Angels - La città degli angeli (City of Angels), regia di Brad Silberling (1998) – non accreditata
- Amici & vicini (Your Friends & Neighbors), regia di Neil LaBute (1998)
- The Suburbans - Ricordi ad alta fedeltà (The Suburbans), regia di Donal Lardner Ward (1999)
- Le cose che so di lei (Things You Can Tell Just by Looking at Her), regia di Rodrigo García (2000)
- Off the Map, regia di Campbell Scott (2003)
- Lemony Snicket - Una serie di sfortunati eventi (Lemony Snicket's A Series of Unfortunate Events), regia di Brad Silberling (2004) – non accreditata
- 9 vite da donna (Nine Lives), regia di Rodrigo García (2005)
- 88 minuti (88 Minutes), regia di Jon Avnet (2007)
- Il club di Jane Austen (The Jane Austen Book Club), regia di Robin Swicord (2007)
- Downloading Nancy, regia di Johan Renck (2008)
- Mother and Child, regia di Rodrigo García (2009)
- The Face of Love, regia di Arie Posin (2013)
- Words and Pictures, regia di Fred Schepisi (2013)
- Peel - Famiglia cercasi (Peel), regia di Rafael Monserrate (2019)
- Foster Boy, regia di Youssef Delara (2019)
- Sweet Girl, regia di Brian Andrew Mendoza (2021)

### Televisione
- Middle Ages – serie TV, 4 episodi (1992)
- La signora in giallo (Murder, She Wrote) – serie TV, episodio 9x09 (1992)
- NYPD - New York Police Department (NYPD Blue) – serie TV, 18 episodi (1993-1994)
- Duckman – serie animata, episodio 4x10 (1997) – voce
- Frasier – serie TV, 4 episodi (1998-1999)
- Mary Cassatt: An American Impressionist, regia di Richard Mozer  – film TV (1999)
- ATF, regia di Dean Parisot – film TV (1999)
- Giudice Amy (Judging Amy) – serie TV, 138 episodi (1999-2005)
- Grey's Anatomy – serie TV, episodi 3x22-3x23 (2007)
- Private Practice – serie TV, 106 episodi (2007-2013)
- Reign – serie TV, episodio 1x13 (2014)
- The Leftovers - Svaniti nel nulla (The Leftovers) – serie TV, 20 episodi (2014-2017)
- No Tomorrow – serie TV, episodio 1x04 (2016)
- Jane the Virgin – serie TV, episodio 4x16 (2018)
- Golia (Goliath) – serie TV, 8 episodi (2019)
- Tell Me Your Secrets – serie TV, 10 episodi (2021)
- The Goldbergs – serie TV, episodio 9x02 (2021)
- The Old Man – serie TV, 11 episodi (2022-2024)

## Doppiatrici italiane
Nelle versioni in italiano dei suoi lavori, Amy Brenneman è stata doppiata da:
- Francesca Fiorentini in La signora in giallo, Giudice Amy, The Face of Love, Words and Pictures, The Leftovers - Svaniti nel nulla, No Tomorrow, Sweet Girl, The Old Man
- Roberta Pellini in 9 vite da donna, 88 minuti, Grey's Anatomy, Private Practice, Reign
- Cinzia De Carolis in Casper
- Cristina Boraschi in Heat - La sfida
- Antonella Rendina in Paura
- Pinella Dragani in Daylight - Trappola nel tunnel
- Micaela Esdra in Amici & vicini
- Laura Boccanera ne Le cose che so di lei
- Eleonora De Angelis ne Il club di Jane Austen
- Beatrice Margiotti in Mother and Child
- Giuppy Izzo in NYPD - New York Police Department
- Claudia Catani in Goliath